# Westfaals voetbalkampioenschap 1920/21
In 1920/21 werd het negende Westfaals voetbalkampioenschap gespeeld, dat georganiseerd werd door de West-Duitse voetbalbond. De competitie werd over twee reeksen verdeeld.
Preußen Münster en Arminia Bielefeld werden groepswinnaar. Er kwam geen beslissende wedstrijd om de titel omdat Bielefeld op illegale wijze een speler van Hammer SpV had verworven. Münster werd dus zonder te spelen kampioen en plaatste zich voor de West-Duitse eindronde. De vijf kampioenen werden verdeeld over één groep en Münster werd laatste. 
FC Preußen Münster veranderde de naam in SC Preußen Münster. 
 
FC 1899 Osnabrück en Osnabrücker BV 05 fuseerden tot BV Osnabrück 1899. 

FC Preußen Paderborn nam voor de start van het seizoen de naam VfJ 1908 Paderborn aan.

## Gauliga

### Kreisliga West
| Plaats | Club                          | Wed. | W  | G | V  | Saldo | Ptn.  |
| ------ | ----------------------------- | ---- | -- | - | -- | ----- | ----- |
| 1.     | SC Preußen 06 Münster         | 18   | 13 | 2 | 3  | 53:17 | 28:8  |
| 2.     | SV Viktoria 09 Recklinghausen | 18   | 12 | 1 | 5  | 48:17 | 25:11 |
| 3.     | FC Gronau 1909                | 18   | 11 | 3 | 4  | 36:25 | 25:11 |
| 4.     | BV Osnabrück 1899             | 18   | 11 | 1 | 6  | 29:22 | 23:13 |
| 5.     | TV 1861 Osnabrück             | 18   | 8  | 6 | 4  | 29:25 | 22:14 |
| 6.     | SC Münster 08                 | 18   | 8  | 2 | 8  | 27:30 | 18:18 |
| 7.     | TSV 1862 Münster              | 18   | 6  | 2 | 10 | 22:28 | 14:22 |
| 8.     | VfR Osnabrück 06              | 18   | 4  | 3 | 11 | 16:31 | 11:25 |
| 9.     | 1. FC Borussia 08 Rheine      | 18   | 2  | 3 | 13 | 20:43 | 7:29  |
| 10.    | SV 1908 Osnabrück             | 18   | 3  | 1 | 14 | 25:67 | 7:29  |

|  | Geplaatst voor finale |
|  | Degradatie            |

### Kreisliga Ost
| Plaats | Club                        | Wed. | W  | G | V  | Saldo | Ptn.  |
| ------ | --------------------------- | ---- | -- | - | -- | ----- | ----- |
| 1.     | TG Arminia Bielefeld        | 18   | 13 | 2 | 3  | 51:12 | 28:8  |
| 2.     | Hammer SpV 1904             | 18   | 12 | 3 | 3  | 55:18 | 27:9  |
| 3.     | VfB 1903 Bielefeld          | 18   | 10 | 5 | 3  | 43:24 | 25:11 |
| 4.     | TuSV Hamm 59/03             | 18   | 9  | 4 | 5  | 34:27 | 22:14 |
| 5.     | Mindener SC 1905            | 18   | 7  | 4 | 7  | 29:43 | 18:18 |
| 6.     | VfK Hamm                    | 18   | 6  | 4 | 8  | 29:34 | 16:20 |
| 7.     | SpVgg Fortuna-Wacker Minden | 18   | 6  | 2 | 10 | 30:44 | 14:22 |
| 8.     | VfJ 1908 Paderborn          | 18   | 4  | 5 | 9  | 24:37 | 13:23 |
| 9.     | SV Arminia 1918 Gütersloh   | 18   | 5  | 3 | 10 | 29:53 | 13:23 |
| 10.    | ATV 1908 Unna               | 18   | 1  | 2 | 15 | 15:47 | 4:32  |